# Real Universidad de Guadalajara
La Real Universidad de Guadalajara fue establecida como resultado de extensas comunicaciones entre las autoridades civiles y eclesiásticas de la Nueva Galicia (hoy parte de México) y la corona española a lo largo del siglo XVIII, instigadas por el obispo Fray Antonio Alcalde. El recinto oficial de la universidad se ubicó en el antiguo Colegio de Santo Tomás de Aquino, para lo cual el Ayuntamiento de la ciudad ordenó la restauración y acondicionamiento del edificio.
La ceremonia de fundación tuvo lugar el 3 de noviembre de 1792, en el edificio recién renovado. El primer rector fue el Doctor Pbro. Don José María Gómez y Villaseñor. La universidad se regía por las Constituciones de Salamanca, que constaban de diecisiete títulos y doscientas diecinueve constituciones. Un dato interesante es que la concesión de estudios estaba reservada exclusivamente para los hijos de personas destacadas, quienes debían justificar la posesión de un título nobiliario.

## Historia
Nuño Beltrán de Guzmán tenía ambiciones de unir su gobernatura del Pánuco con los territorios occidentales, pero la corona decidió que la capital se quedara en el Reino de la Nueva Galicia, con capital en Compostela.
En 1532, Juan de Oñate fundó la villa de Guadalajara de Indias en el territorio de Nochistlán, pero se trasladó a Tonalá y luego a Tlacotlán debido a las presiones de Nuño de Guzmán y conflictos con las poblaciones locales.
Establecimiento en el Valle de Atemajac:
Después de la batalla del 28 de septiembre de 1541, Guadalajara se estableció en el valle de Atemajac en febrero de 1542.
Carlos V elevó a Guadalajara al rango de ciudad y le otorgó un escudo de armas con leones rampantes en un pino y el yelmo coronado por la cruz de Jerusalén.
La ciudad se convirtió en la capital indiscutible del occidente de la Nueva España.
Desarrollo Académico:
En 1586, se fundó el Colegio de Santo Tomás de Aquino a cargo de la Compañía de Jesús, marcando el inicio de la enseñanza media y superior en Guadalajara.
En 1695 se estableció el Colegio de San Juan Bautista para reforzar la educación impartida por los jesuitas.
En 1696, el obispo fray Felipe Galindo y Chávez solicitó al rey elevar al rango de universidad al Real Seminario Conciliar de San José.
Fundación de la Universidad:
En 1750, Matías Ángel de la Mota Padilla involucró al Ayuntamiento de Guadalajara en el proyecto universitario.
Tras la expulsión de los jesuitas en 1767, Francisco Javier Clavigero, entre otros, abogó por la creación de una universidad.
En 1771, el obispo fray Antonio Alcalde y Barriga impulsó la fundación de la universidad.
En 1791, Carlos IV otorgó la Cédula Real de Fundación de la Universidad, que se recibió en Guadalajara en marzo de 1792.
La inauguración oficial de la Real Universidad de Guadalajara se llevó a cabo el 3 de noviembre de 1792, con el nombramiento de José María Gómez y Villaseñor como el primer rector.
Desarrollo y Personajes Relevantes:
La Universidad se gobernaba a través de claustros y rectores, con diferentes facultades: Artes, Teología, Derecho y Medicina.
De 1792 a 1821, la universidad tuvo nueve rectores notables.
Durante este período, la institución se vio afectada por eventos importantes, como el inicio de la Guerra de Independencia y la conversión del recinto universitario en cuartel.
Figuras Destacadas Graduadas de la Universidad:
Durante estos años, la Universidad de Guadalajara vio el paso de figuras destacadas de la historia de México, como héroes de la Independencia, presidentes de la República, obispos, diplomáticos, y prominentes personajes en la política y la academia.